# Uvel'skij rajon
L'Uvel'skij rajon (in russo Увельский район?) è un rajon dell'oblast' di Čeljabinsk, nella Siberia occidentale. Istituito nel 1924, il suo capoluogo è Uvel'skij.